# Sainte-Croix (Borgogna-Franca Contea)
Sainte-Croix è un comune francese di 584 abitanti situato nel dipartimento della Saona e Loira nella regione della Borgogna-Franca Contea.

## Società

### Evoluzione demografica
Abitanti censiti